# Scapania alpina
Scapania alpina là một loài rêu tản trong họ Scapaniaceae. Loài này được (Bryhn) Kaal. ex Warnst. miêu tả khoa học lần đầu tiên năm 1921.